# Dunbarton
Dunbarton är en kommun (town) i Merrimack County i delstaten New Hampshire, USA med 2 758 invånare (2010). 